# Laločník šedý
Laločník šedý (Callaeas cinereus) je lesní pták, který se endemicky vyskytuje nebo vyskytoval na Jižním a Stewartově ostrově na Novém Zélandu. Jedná se o poměrně velkého pěvce s modrošedým opeřením a nápadnými lícními laloky. Tento kriticky ohrožený druh byl naposledy potvrzeně pozorován v roce 2007, což bylo první věrohodné pozorování od roku 1967.

## Systematika
Laločníka šedého formálně popsal německý přírodovědec Johann Friedrich Gmelin v roce 1788 v revidovaném vydání Linného životního díla Systema naturae. Gmelin druh pojmenoval jako Glaucopis cinerea. Druhové jméno cinereus v latině znamená „popelavě šedý“ (cinis, cineris = „popel“). Gmelin svůj popis založil na starším popisu a ilustraci druhu od anglického ornitologa Johna Lathama, který se laločníkem šedým zabýval ve své knize A General Synopsis of Birds z roku 1781. Latham měl k dispozici exemplář z Nového Zélandu, který prozkoumal v muzeu Leverian.
Laločník šedý se vyskytuje na Jižním ostrově. Severní ostrov obývá Callaeas wilsoni, který byl v minulosti považován za poddruh laločníka šedého, a jeho vědecký název tedy byl Callaeas cinerea wilsoni. Na základě rozdílných barev lícních laloků i genetické odlišnosti se severní a jižní populace považují samostatné druhy.

## Popis
Laločník šedý dosahuje délky těla kolem 38 cm a hmotnosti 230 g. Opeření je tmavě modrošedé. Krátký černý zobák je velmi statný a mírně zahnutý dolů. Po stranách zobáku se nachází oranžové lícní laloky (u C. wilsoni jsou modré). Nohy a ocas jsou dlouhé, křídla krátká a zakulacená.

## Výskyt a ohrožení
Laločník šedý se vyskytoval na různých typech stanovišť od lesní podestýlky po stromový baldachýn. Z množství subfosilních nálezů ve volné přírodě i v původních maorských sídlištích lze vyvodit, že laločník šedý byl původně hojně rozšířen po celém Jižním i Stewartově ostrově. Vypalování a kácení lesů Maory však areál rozšíření druhu značně zmenšily. V době příchodu evropských osadníků koncem 18. století byl laločník šedý běžný podél západního pobřeží Jižního ostrova od severozápadního Nelsonu po Fiordland, v rozsáhlých původních pabukových lesích na Banksově poloostrově (východně od Christchurch), v Catlins (jihovýchodní cíp Jižního ostrova) i na Stewartově ostrově. Introdukce invazivních druhů savců však zapříčinila další úbytek druhu. Druh byl prokazatelně pozorován v 1967 v národním parku Mount Aspiring. Department of Conservation druh v roce 2008 prohlásil za vyhynulý, nicméně po akceptování pozorování v oblasti Reeftonu z roku 2007 byl status druhu místními autoritami změněn na Data deficient, čili nevyhodnocený status z důvodu nedostatku dat. O laločníkovi šedém se v médiích objevuje řada nepotvrzených pozorování. Na ochranu druhu byla založena organizace South Island Kōkako Charitable Trust, která nabízí odměnu $10 000 autorovi ověřeného pozorování lalošníka šedého.

## Biologie
Laločník šedý má líbezný varhanový hlas, kterým se samec a samice nejčastěji ozývají v duetu. O jeho biologii se toho příliš neví. Hnízdo bylo poměrně mohutné s malou vystélkou z mechu, lišejníků a trav. Ke kladení vajec dochází v listopadu až lednu. Samice klade 2–3 vejce o rozměrech 40×28 mm. Inkubace samicí trvá kolem 18 dní, ptáčata krmí oba rodiče. Laločník šedý se živí ovocem, listy, občas i pupeny nebo bezobratlými živočichy.